# Emil Erk
Emil Friedrich Eduard Theodor Erk (* 9. Juli 1871 in Langewiesen / Thüringen; † 24. November 1941 in Berlin-Charlottenburg) war ein deutscher Maler, Illustrator und Zeichner.

## Leben
Emil Erk war ein Autodidakt. Zuerst arbeitete er am Narrenschiff, dann zeichnete er Karikaturen für den Süddeutschen Postillon und den Wahren Jacob.  Für die Zeitschrift Jugend lieferte er 1899 einige Karikaturen. Ein letzter Eintrag im Berliner Adressbuch von 1914 lautete „Erk-Emil, Kunstmaler, W50, Geisbergstr. 17“.

## Werke (Auswahl)
- Aegir und seine Minister. In: Jugend. Jg. 4, 1899, Heft 22, S. 360.
- Arbeitslose. In: Jugend. Jg. 4, 1899, Heft 39, S. 638.
- Wohnungssorgen. In: Jugend. Jg. 4, 1899, Heft 41, S. 670
- Ein glücklicher Gedanke. In: Jugend. Jg. 4, 1899, Heft 46, S. 752.
- Felix Lorenz: Der Klex. Ein Drunter- und Drüberbrettl-Buch für Nomaden, Secessionisten und andere Herrenmenschen. Zeichnungen von Emil Erk und E. A. Schmidt-Lena. Verlag Kurz & Bündig, Berlin 1902.
- Pardon wird nicht gegeben. In: Der Wahre Jacob. Nr. 483 vom 24. Januar 1905, S. 4591 (Digitalisat).
- Preußisches Universitätsreglement. In: Der Wahre Jacob. Nr. 650 vom 20. Juni 1911, S. 7107 (Digitalisat).
- Das kaiserliche Auto. In: Der Wahre Jacob. Nr. 651 vom 4. Juli 1911, S. 7126 (Digitalisat).
- Das Wunder von Regensburg. In: Der Wahre Jacob. Nr. 663 vom 16. Dezember 1911 (Digitalisat)[5]